# Fameck
Fameck (fràncic lorenès Felmer) és un municipi francès situat al departament del Mosel·la i a la regió del Gran Est. L'any 2007 tenia 12.468 habitants.

## Demografia

### Població
El 2007 la població de fet de Fameck era de 12.468 persones. Hi havia 4.497 famílies, de les quals 989 eren unipersonals (321 homes vivint sols i 668 dones vivint soles), 1.303 parelles sense fills, 1.644 parelles amb fills i 561 famílies monoparentals amb fills.
La població ha evolucionat segons el següent gràfic:
Habitants censats

### Habitatges
El 2007 hi havia 4.757 habitatges, 4.577 eren l'habitatge principal de la família, 10 eren segones residències i 170 estaven desocupats. 2.944 eren cases i 1.808 eren apartaments. Dels 4.577 habitatges principals, 2.705 estaven ocupats pels seus propietaris, 1.822 estaven llogats i ocupats pels llogaters i 51 estaven cedits a títol gratuït; 31 tenien una cambra, 150 en tenien dues, 864 en tenien tres, 1.277 en tenien quatre i 2.255 en tenien cinc o més. 3.054 habitatges disposaven pel capbaix d'una plaça de pàrquing. A 2.136 habitatges hi havia un automòbil i a 1.601 n'hi havia dos o més.

### Piràmide de població
La piràmide de població per edats i sexe el 2009 era:
| Homes | Edats   | Dones |
| ----- | ------- | ----- |
| 4     | 95 o +  | 4     |
| 12    | 90 a 94 | 16    |
| 28    | 85 a 89 | 48    |
| 44    | 80 a 84 | 76    |
| 144   | 75 a 79 | 192   |
| 292   | 70 a 74 | 264   |
| 424   | 65 a 69 | 468   |
| 432   | 60 a 64 | 432   |
| 340   | 55 a 59 | 360   |
| 292   | 50 a 54 | 380   |
| 388   | 45 a 49 | 400   |
| 420   | 40 a 44 | 468   |
| 412   | 35 a 39 | 484   |
| 388   | 30 a 34 | 388   |
| 429   | 25 a 29 | 460   |
| 420   | 20 a 24 | 468   |
| 584   | 15 a 19 | 464   |
| 484   | 10 a 14 | 428   |
| 364   | 5 a 9   | 384   |
| 276   | 0 a 4   | 280   |

## Economia
El 2007 la població en edat de treballar era de 7.743 persones, 5.009 eren actives i 2.734 eren inactives. De les 5.009 persones actives 4.087 estaven ocupades (2.283 homes i 1.804 dones) i 922 estaven aturades (475 homes i 447 dones). De les 2.734 persones inactives 566 estaven jubilades, 869 estaven estudiant i 1.299 estaven classificades com a «altres inactius».

### Ingressos
El 2009 a Fameck hi havia 4.657 unitats fiscals que integraven 12.174 persones, la mediana anual d'ingressos fiscals per persona era de 14.585 €.

### Activitats econòmiques
Dels 265 establiments que hi havia el 2007, 3 eren d'empreses extractives, 7 d'empreses alimentàries, 9 d'empreses de fabricació d'altres productes industrials, 43 d'empreses de construcció, 69 d'empreses de comerç i reparació d'automòbils, 10 d'empreses de transport, 17 d'empreses d'hostatgeria i restauració, 3 d'empreses d'informació i comunicació, 8 d'empreses financeres, 17 d'empreses immobiliàries, 13 d'empreses de serveis, 41 d'entitats de l'administració pública i 25 d'empreses classificades com a «altres activitats de serveis».
Dels 90 establiments de servei als particulars que hi havia el 2009, 1 era una gendarmeria, 1 oficina de correu, 5 oficines bancàries, 2 funeràries, 7 tallers de reparació d'automòbils i de material agrícola, 1 taller d'inspecció tècnica de vehicles, 2 autoescoles, 13 paletes, 8 guixaires pintors, 2 fusteries, 5 lampisteries, 8 electricistes, 1 empresa de construcció, 10 perruqueries, 11 restaurants, 8 agències immobiliàries, 2 tintoreries i 3 salons de bellesa.
Dels 31 establiments comercials que hi havia el 2009, 1 era, 3 supermercats, 1 una gran superfície de material de bricolatge, 2 botiges de menys de 120 m², 7 fleques, 1 una fleca, 2 llibreries, 6 botigues de roba, 1 una botiga d'equipament de la llar, 1 una sabateria, 1 una botiga d'electrodomèstics, 1 una botiga de material de revestiment de parets i terra, 1 un drogueria, 1 una perfumeria i 2 floristeries.
L'any 2000 a Fameck hi havia 3 explotacions agrícoles.

## Equipaments sanitaris i escolars
El 2009 hi havia 4 farmàcies i 1 ambulància.
El 2009 hi havia 8 escoles maternals i 4 escoles elementals. A Fameck hi havia 1 col·legi d'educació secundària, 1 liceu d'ensenyament general i 1 liceu tecnològic. Als col·legis d'educació secundària hi havia 555 alumnes, als liceus d'ensenyament general n'hi havia 970 i als liceus tecnològics 355.

## Poblacions més properes
El següent diagrama mostra les poblacions més properes.